# Les Pistolets maudits de Dallas
Pour plus de détails, voir Fiche technique et Distribution.
Les Pistolets maudits de Dallas (Las malditas pistolas de Dallas) est un western spaghetti hispano-franco-italien sorti en 1964, réalisé par Pino Mercanti et José María Zabalza,.

## Synopsis
Depuis quelque temps, Dallas est l'objet d'assauts de bandes criminelles. Au cours de l'un de ces assauts, le vieux banquier Stone est assassiné et la voiture dans laquelle voyage son fils Clay est attaquée. Ils l'abandonnent mais retiennent Katy Dior en otage. Clay part à la recherche des coupables et capture bientôt le chef, Fast Draw Kenshaw ; mais sa bande menace de tuer Katy s'il ne le relâche pas. Contre l'avis du shérif et du juge, Clay accède à la demande et doit désormais craindre d'être arrêté pour soupçon de complicité. Il a 48 heures pour résoudre le problème, vaincre le gang et capturer à nouveau Fast Draw.

## Fiche technique
- Titre français : Les Pistolets maudits de Dallas[3]
- Titre original espagnol : Las malditas pistolas de Dallas
- Réalisation : Pino Mercanti, José María Zabalza
- Scénario : Luigi Emmanuele, Alain Raygot, H.S. Valdés, José María Zabalza
- Musique : Gioacchino Angelo
- Production : Ferruccio Mosca, Paolo Prestano, Domenico-Luigi Rotolo et Gerald Carrus[3] pour Coperfilm, Paris Interproductions, Tellus Cinematografica
- Pays de production :  Espagne,  France,  Italie
- Genre : western spaghetti
- Durée : 92 min
- Dates de sortie en salle : 
  - Espagne : 1964
  - France : 25 mai 1966[3]

## Distribution
- Fred Beir : Clay Stone.
- Evy Marandis : Estelle
- Jesus Puentes : Corbett
- Dyna De Saint : Katy Dior
- Olivier Mathot : Fred Foster
- Luigi Ciavarro (sous le pseudo de Luis Chavarro) : Fast Draw Kenshaw
- Ángel Álvarez : Goodwin
- Lucy Bomez : Marilyn
- Luis Induni : Mr. Stone
- Roberto Messina (sous le pseudo de Rob Messanger) : Zeke
- Andrew Hart : Little John
- Stella Monclar : Mme Goodwin

## Réception
Dans le Lexikon des internationalen Films, le film est décrit comme composé de « combats ennuyeux ». «Un film aux prétentions modestes qui s'appuie sur les éléments traditionnels du western», selon Segnalazioni Cinematografiche. L'Evangelische Film-Beobachter n'en pense pas beaucoup de bien : « un produit western incapable dans tous les sens du terme ».